# Øvre Romerike tingrett

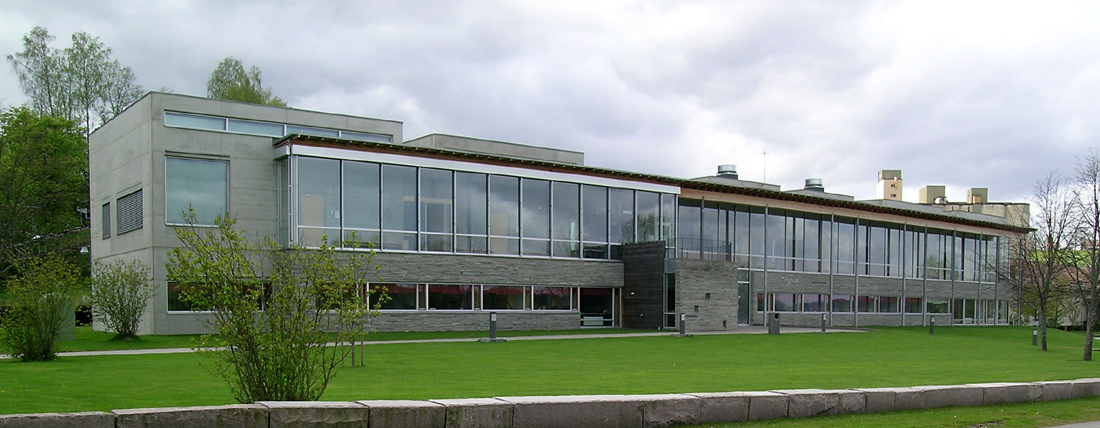
Eidsvoll Tinghus

Øvre Romerike tingrett was een tingrett (kantongerecht) in de Noorse fylke Viken. Het gerecht is gevestigd in Eidsvoll. Het gerechtsgebied omvat het noordelijke gedeelte van Romerike, de gemeenten Eidsvoll, Ullensaker, Nannestad, Hurdal en Nes. Øvre Romerike maakt deel uit van het ressort van Eidsivating lagmannsrett. In zaken waarbij beroep is ingesteld tegen een uitspraak van Øvre Romerike zal de zitting van het lagmannsrett meestal worden gehouden in Eidsvoll. Het lagmannsrett gebruikt daarvoor het oude station van de stad.
Op 26 april 2021 fuseerde Øvre Romerike tingrett met Glåmdal tingrett en Nedre Romerike tingrett tot de Romerike og Glåmdal tingrett.